# Astronomische Gesellschaft
Astronomische Gesellschaft är en sammanslutning av astronomer, grundad 1863.
Föreningen hade ursprungligen sitt säte i Leipzig men med internationell karaktär och sammanträdde i regel en gång vartannat år. Man strävade framför allt efter att anordna sådana astronomiska företag som krävde observationer på olika delar av jorden. Det första av dessa företag som planlades redan vid sällskapets bildande vara att bestämma det noggranna läget och rörelsen hos alla stjärnor intill 9:e storleken i den stora stjärnkatalog, kallad Bonner Durchmusterung, som publicerades 1859 i Bonn av Friedrich Wilhelm August Argelander, en av sällskapets stiftare. Observatoriet i Lund var ett av de 18 observatorier som deltog i arbetet. År 1924 var arbetet färdigställt. Vid Astronomische Gesellschafts möte i Potsdam 1921 beslutades om ett arbete med att bestämma förändringar i stjärnornas banor genom observationer på fotografisk väg. När andra världskriget utbröt var arbetet ganska långt framskridet men avbröts då och verksamheten återupptogs först några år efter kriget.